# Campionati asiatici di lotta 2020
I Campionati asiatici di lotta 2020 sono stati la 33ª edizione della manifestazione continentale organizzata dalla FILA. Si sono svolti dal 18 al 23 febbraio 2020 presso il Complesso Sportivo Indira Gandhi di Nuova Delhi, in India.

## Medagliere
| Pos.   | Paese         | Oro | Argento | Bronzo | Totale |
| ------ | ------------- | --- | ------- | ------ | ------ |
| 1.     | Giappone      | 8   | 4       | 4      | 16     |
| 2.     | Iran          | 7   | 3       | 7      | 17     |
| 3.     | India         | 5   | 6       | 9      | 20     |
| 4.     | Kazakistan    | 5   | 2       | 12     | 19     |
| 5.     | Kirghizistan  | 2   | 3       | 6      | 11     |
| 6.     | Uzbekistan    | 2   | 2       | 6      | 10     |
| 7.     | Corea del Sud | 1   | 4       | 1      | 6      |
| 8.     | Mongolia      | 0   | 4       | 4      | 8      |
| 9.     | Tagikistan    | 0   | 2       | 2      | 4      |
| 10.    | Iraq          | 0   | 0       | 1      | 1      |
| Totale | Totale        | 30  | 30      | 52     | 112    |

## Classifica squadre
| Pos. | Lotta libera maschile | Lotta libera maschile | Lotta greco-romana | Lotta greco-romana | Lotta libera femminile | Lotta libera femminile |
| Pos. | Squadra               | Punti                 | Squadra            | Punti              | Squadra                | Punti                  |
| ---- | --------------------- | --------------------- | ------------------ | ------------------ | ---------------------- | ---------------------- |
| 1    | Iran                  | 168                   | Iran               | 190                | Giappone               | 209                    |
| 2    | India                 | 159                   | Uzbekistan         | 146                | India                  | 180                    |
| 3    | Kazakistan            | 146                   | Kazakistan         | 136                | Kazakistan             | 164                    |
| 4    | Giappone              | 140                   | Corea del Sud      | 130                | Mongolia               | 143                    |
| 5    | Kirghizistan          | 114                   | India              | 127                | Uzbekistan             | 110                    |
| 6    | Uzbekistan            | 94                    | Kirghizistan       | 119                | Kirghizistan           | 51                     |
| 7    | Mongolia              | 93                    | Giappone           | 98                 | Corea del Sud          | 51                     |
| 8    | Tagikistan            | 85                    | Tagikistan         | 37                 | Vietnam                | 49                     |
| 9    | Corea del Sud         | 57                    | Iraq               | 33                 | Thailandia             | 16                     |
| 10   | Iraq                  | 24                    | Thailandia         | 30                 | Taipei cinese          | 16                     |

## Podi

### Lotta libera maschile
| Evento | Oro                     | Argento                 | Bronzo                   |
| 57 kg  | Ravi Kumar Dahiya       | Hikmatullo Vohidov      | Bekbolot Myrzanazar Uulu |
| 57 kg  | Ravi Kumar Dahiya       | Hikmatullo Vohidov      | Yūki Takahashi           |
| 61 kg  | Ulukbek Zholdoshbekov\| | Muhammad Ikromov        | Ryuto Sakaki             |
| 61 kg  | Ulukbek Zholdoshbekov\| | Muhammad Ikromov        | Rahul Aware              |
| 65 kg  | Takuto Otoguro          | Bajrang Punia           | Daulet Niyazbekov        |
| 65 kg  | Takuto Otoguro          | Bajrang Punia           | Amir Hossein Maghsoudi   |
| 70 kg  | Il'jas Bekbulatov       | Amir Hossein Hosseini   | Meirzhan Ashirov         |
| 70 kg  | Il'jas Bekbulatov       | Amir Hossein Hosseini   | Islambek Orozbekov       |
| 74 kg  | Daniyar Kaisanov        | Jitender Kumar          | Daichi Takatani          |
| 74 kg  | Daniyar Kaisanov        | Jitender Kumar          | Mostafa Hosseinkhani     |
| 79 kg  | Arsalan Budazhapov      | Gourav Baliyan          | Shinkichi Okui           |
| 79 kg  | Arsalan Budazhapov      | Gourav Baliyan          | Ali Savadkouhi           |
| 86 kg  | Shutaro Yamada          | Ahmad Bazri             | Isa Shapiev              |
| 86 kg  | Shutaro Yamada          | Ahmad Bazri             | Deepak Punia             |
| 92 kg  | Mohammad Javad Ebrahimi | Takuma Otsu             | Mönkhbaataryn Tsogtgerel |
| 92 kg  | Mohammad Javad Ebrahimi | Takuma Otsu             | Iliskhan Chilayev        |
| 97 kg  | Mojtaba Goleij          | Satyawart Kadian        | Rustam Iskandari         |
| 97 kg  | Mojtaba Goleij          | Satyawart Kadian        | Alisher Yergali          |
| 125 kg | Yusup Batirmurzayev     | Dorjkhandyn Khüderbulga | Nam Koung-jin            |
| 125 kg | Yusup Batirmurzayev     | Dorjkhandyn Khüderbulga | Parviz Hadi              |

### Lotta greco-romana maschile
| Evento | Oro                  | Argento                | Bronzo                   |
| 55 kg  | Pouya Nasserpour     | Jasurbek Ortikboev     | Arjun Halakurki          |
| 55 kg  | Pouya Nasserpour     | Jasurbek Ortikboev     | Khorlan Zhakansha        |
| 60 kg  | Kenichiro Fumita     | Zholaman Sharshenbekov | Islomjon Bakhromov       |
| 60 kg  | Kenichiro Fumita     | Zholaman Sharshenbekov | Mehdi Mohsennejad        |
| 63 kg  | Elmurat Tasmuradov   | Song Jin-seub          | Mubinjon Akhmedov        |
| 63 kg  | Elmurat Tasmuradov   | Song Jin-seub          | Meisam Dalkhani          |
| 67 kg  | Ryu Han-su           | Makhmud Bakhshilloev   | Ashu                     |
| 67 kg  | Ryu Han-su           | Makhmud Bakhshilloev   | Hossein Asadi            |
| 72 kg  | Amin Kavianinejad    | Ibragim Magomadov      | Ruslan Tsarev            |
| 72 kg  | Amin Kavianinejad    | Ibragim Magomadov      | Aditya Kundu             |
| 77 kg  | Tamerlan Shadukayev  | Pejman Poshtam         | Hussein Ali              |
| 77 kg  | Tamerlan Shadukayev  | Pejman Poshtam         | Renat Iliaz Uulu         |
| 82 kg  | Mehdi Ebrahimi       | Choi Jun-hyeong        | Jalgasbay Berdimuratov   |
| 82 kg  | Mehdi Ebrahimi       | Choi Jun-hyeong        | Non attribuita           |
| 87 kg  | Sunil Kumar          | Azat Salidinov         | Azamat Kustubayev        |
| 87 kg  | Sunil Kumar          | Azat Salidinov         | Non attribuita           |
| 97 kg  | Mohammad Hadi Saravi | Lee Se-yeol            | Muhammadali Shamsiddinov |
| 97 kg  | Mohammad Hadi Saravi | Lee Se-yeol            | Hardeep Singh            |
| 130 kg | Amin Mirzazadeh      | Kim Min-seok           | Roman Kim                |
| 130 kg | Amin Mirzazadeh      | Kim Min-seok           | Mansur Shadukayev        |

### Lotta libera femminile
| Evento | Oro                 | Argento                    | Bronzo                     |
| 50 kg  | Miho Igarashi       | Nirmala Devi               | Valentina Islamova         |
| 50 kg  | Miho Igarashi       | Nirmala Devi               | Dauletbike Yakhshimuratova |
| 53 kg  | Tatyana Akhmetova   | Mayu Mukaida               | Vinesh Phogat              |
| 53 kg  | Tatyana Akhmetova   | Mayu Mukaida               | Aktenge Keunimjaeva        |
| 55 kg  | Pinki               | Bolormaagiin Dölgöön       | Marina Zuyeva              |
| 55 kg  | Pinki               | Bolormaagiin Dölgöön       | Non attribuita             |
| 57 kg  | Risako Kawai        | Erkhembayaryn Davaachimeg  | Anshu Malik                |
| 57 kg  | Risako Kawai        | Erkhembayaryn Davaachimeg  | Altynay Satylgan           |
| 59 kg  | Sarita Mor          | Altantsetsegiin Battsetseg | Madina Bakbergenova        |
| 59 kg  | Sarita Mor          | Altantsetsegiin Battsetseg | Non attribuita             |
| 62 kg  | Yukako Kawai        | Ayaulym Kassymova          | Pürveegiin Nomin-Erdene    |
| 62 kg  | Yukako Kawai        | Ayaulym Kassymova          | Aisuluu Tynybekova         |
| 65 kg  | Naomi Ruike         | Sakshi Malik               | Zorigtyn Bolortungalag     |
| 65 kg  | Naomi Ruike         | Sakshi Malik               | Non attribuita             |
| 68 kg  | Divya Kakran        | Naruha Matsuyuki           | Enkhsaikhany Delgermaa     |
| 68 kg  | Divya Kakran        | Naruha Matsuyuki           | Non attribuita             |
| 72 kg  | Jamıla Bakbergenova | Mei Shindo                 | Gursharan Preet Kaur       |
| 72 kg  | Jamıla Bakbergenova | Mei Shindo                 | Non attribuita             |
| 76 kg  | Hiroe Minagawa      | Aiperi Medet Kyzy          | Elmira Syzdykova           |
| 76 kg  | Hiroe Minagawa      | Aiperi Medet Kyzy          | Non attribuita             |